# Martin Skovgaard
Martin Skovgaard (* 16. Mai 1964) ist ein ehemaliger dänischer Badmintonspieler. 

## Karriere
Martin Skovgaard umging die starke Konkurrenz im eigenen Land, indem er sein Hauptaugenmerk auf Wettbewerbe in der Mittelmeerregion legte. So gewann er 1984 die Malta International im Mixed mit Anette Larsen. 1985 verteidigten sie den Titel und Skovgaard erkämpfte sich zusätzlich noch die Doppel- und Einzelkrone. 1986 und 1987 gewann er noch einmal im Doppel und Jens Moller Madsen. 1990 erkämpfte er sich seinen siebenten Titel auf Malta, als er mit Jungstar Michael Søgaard siegte.

## Sportliche Erfolge
| Saison | Veranstaltung                         | Disziplin    | Platz | Name                                  |
| ------ | ------------------------------------- | ------------ | ----- | ------------------------------------- |
| 1984   | Malta: Internationale Meisterschaften | Mixed        | 1     | Martin Skovgaard / Anette Larsen      |
| 1985   | Malta: Internationale Meisterschaften | Mixed        | 1     | Martin Skovgaard / Anette Larsen      |
| 1985   | Malta: Internationale Meisterschaften | Herreneinzel | 1     | Martin Skovgaard                      |
| 1985   | Malta: Internationale Meisterschaften | Herrendoppel | 1     | Martin Skovgaard / Henrik Neergaard   |
| 1986   | Malta: Internationale Meisterschaften | Herrendoppel | 1     | Martin Skovgaard / Jens Moller Madsen |
| 1987   | Malta: Internationale Meisterschaften | Herrendoppel | 1     | Martin Skovgaard / Jens Møller Madsen |
| 1989   | Malta: Internationale Meisterschaften | Herreneinzel | 5     | Martin Skovgaard                      |
| 1989   | Malta: Internationale Meisterschaften | Herrendoppel | 2     | Martin Skovgaard / Christian Lund     |
| 1990   | Malta: Internationale Meisterschaften | Herrendoppel | 1     | Michael Søgaard / Martin Skovgaard    |